# パシフィック・フォー・シリーズ
パシフィック・フォー・シリーズ（Pacific Four Series）は、ラグビーユニオンの女子15人制ラグビー国際大会である。カナダ、アメリカ合衆国、ニュージーランド、オーストラリアの4つの代表チームで争われる。 

## 歴史
2021年に、カナダとアメリカ合衆国の2国で第1回大会を開催。
当初は、ニュージーランド、オーストラリア、カナダ、アメリカ合衆国の4国の代表が参加する予定だった。しかし新型コロナウイルス感染症の世界的流行の影響で、ニュージーランドとオーストラリアは2021年第1回大会に参加できず、カナダとアメリカ合衆国のみで開催した。第1回大会はカナダが優勝した。
2022年の第2回大会は、2023年新設の女子15人制国際大会WXVへの出場権をかけた予選として、2つの地域組織 オセアニアラグビー（Oceania Rugby）とラグビーアメリカスノース（Rugby Americas North）によって開催。ニュージーランドとオーストラリアが加わった。第2回大会は、ニュージーランドが優勝した。
WXV創設の2023年から、パシフィック・フォー・シリーズで1位～3位になったチームが「WXV1」に出場する権利を得て、4位チームは「WXV2」への出場となる。
ワールドカップ開催年（直近では2025年）にはWXVは行われないため、その年の大会はワールドカップ前哨戦の位置づけとなる。

## 結果
| 回 | 年   | 優勝                          | 準優勝                        | 3位                         | 4位                         | 備考   |
| -- | ---- | ----------------------------- | ----------------------------- | --------------------------- | --------------------------- | ------ |
| 1  | 2021 | カナダ                        | アメリカ合衆国                | ‐                           | ‐                           | [ 10 ] |
| 2  | 2022 | ニュージーランド              | カナダ                        | アメリカ合衆国              | オーストラリア              | [ 11 ] |
| 3  | 2023 | ニュージーランド · WXV1へ進出 | カナダ · WXV1へ進出           | オーストラリア · WXV1へ進出 | アメリカ合衆国 · WXV2へ進出 | [ 12 ] |
| 4  | 2024 | カナダ · WXV1へ進出           | ニュージーランド · WXV1へ進出 | アメリカ合衆国 · WXV1へ進出 | オーストラリア · WXV2へ進出 | [ 13 ] |

## 外部サイト
- WXV
- WOMEN IN RUGBY
- ワールドラグビー